# Benoît Thans
Benoît Thans, né le 20 août 1964 à Liège (Belgique), est un footballeur belge, qui évoluait au poste de milieu de terrain. Il est membre du Mouvement réformateur (MR).

## Carrière
Dans son entourage, ses qualités techniques ne cessent d'être vantées.  Au palmarès du Liégeois, 360 matchs disputés en division 1 belge et 43 buts inscrits. C'est à La Louvière que Thans met un terme à sa carrière, le 28 février 2002, en raison d'une blessure au tendon d'Achille et d'une rupture partielle du tendon. Il obtient, en septembre 2002, le prix du Mérite sportif de la Province de Liège pour l'ensemble de sa carrière. 
Lorsqu'il raccroche ses crampons, il ne quitte pas pour autant le monde du football. Il fonde l'école de perfectionnement « Foot 2000 » qui vise à offrir à des jeunes joueurs un complément idéal à leur formation dans un club. Il a été directeur technique au RCS Verviers, et un peu plus tard, Thans entrainera l'équipe première avec laquelle il sera champion. Il a été consultant à Studio 1 La Tribune de RTBF chaque lundi à 20 h, ainsi que sur Belgacom 11 (nl) de Belgacom TV où il l'est toujours.
Le 17 janvier 2012, Benoît Thans est nommé directeur technique de l'Union belge de football en remplacement de Francky Dury.